# Душа поэта
Душа́ поэ́та — первый сольный альбом лидера рок-группы «Кукрыниксы» Алексея Горшенёва на стихи Сергея Есенина.

## Об альбоме
По словам Горшенёва, причиной создания подобной работы послужило прежде всего стремление привлечь внимание людей к серьезной литературе, попытка передать глубокий смысл стихов, их задумчивость, драматичность, лиричность и трагичность, а также возможность высказать уважение, понимание, сопереживание и благодарность поэту.

## Список композиций
| №   | Название                                                | Длительность |
| --- | ------------------------------------------------------- | ------------ |
| 1.  | «Грубым дается радость»                                 | 2:58         |
| 2.  | «Дорогая» (Вечер чёрные брови насупил)                  | 4:00         |
| 3.  | «Мне осталась одна забава»                              | 4:16         |
| 4.  | «Шальная жизнь» (Письмо к женщине)                      | 3:51         |
| 5.  | «Чёрный человек»                                        | 4:26         |
| 6.  | «Скрипка-Метель» (Плачет метель, как цыганская скрипка) | 3:34         |
| 7.  | «Жить нужно легче!» (Свищет ветер, серебряный ветер)    | 3:32         |
| 8.  | «Поэт»                                                  | 4:31         |
| 9.  | «Не люблю тебя!» (Не криви улыбку, руку теребя)         | 1:38         |
| 10. | «Письмо от матери»                                      | 5:06         |
| 11. | «Отрекаюсь скандалить» (Заметался пожар голубой)        | 4:08         |
| 12. | «Мертвец» (Я усталым таким ещё не был)                  | 4:39         |

## Участники записи
- Сергей Есенин - стихотворения (1912-1925гг.)
- Алексей Горшенёв-музыка, аранжировка, инструменты, запись, сведение (сентябрь 2011г.)
- Ю.Щербаков - мастеринг (октябрь 2011г.)
- А.Горшенёв, В.Тетеревов - дизайн